# 商毓芳
商毓芳台灣台南人，荷蘭UNESCO-IHE都市基礎建設管理碩士。早年從事建築設計領域工作，後來跨足進入藝術文化領域。2005年規劃台南市南科液晶電視及產業支援工業區為「樹谷園區」。2008年，商毓芳進駐橋仔頭糖廠修復及營運古蹟空間白屋。2014年受聘為雲林科技大學創意生活設計系專任助理教授，建立「八屋行啟」青年聚落，及「38報民館」，「小農文化果菜籃班」等培力農村轉型及青年創業平台。2017年營運古蹟雲林虎尾涌翠閣。2019年擔任電影製片籌拍「台灣總統」電影。